# Ortotika
Ortotika spada pod granu ortopedske tehnike kojom se bavi certificirani ortotičar /protetičar.
Ortoza; ortopedsko pomagalo: su eksterne, egzoskeletne naprave koje su dizajnirane tako da podržavaju, stabiliziraju i/ili repozicioniraju djelove tijela, au cilju preveniranja i/ili ispravljanja koštano skeletnih deformiteta. Ortoze također mogu poboljšati oslabljene ili izgubljene funkcije dijelova lokomotornog sistema uzrokovane raznim strukturalnim ili neuromuskularnim oštećenjima.
Funkcije ortoza su :
- - rasterećenje:  osovinsko rasterećenje ili primjena sile uz trakciju
- - korekcija: korigirati ili ograničiti kutno pomicanje i/ili derotirati i poboljšati deformitet ili oslabjelu funkciju.
- - fiksacija: blokirati neželjeni pokret ili usmjeriti i olakšati željeni pokret.
- - kompenzacija: akomodirati i zaštititi krute deformitete i/ ili kompenzirati dužinu i nepravilan položaj kosti ili zgloba.

Svaka ortoza mora biti napravljena u skladu s biomehaničkim principima ljudskog pokreta i kretanja te pokrivati patologiju za koju je namijenjena.
Postoje konfekcijske ortoze i individualne ortoze.
Konfekcijske ortoze su gotovi proizvodi koji se izrađuju u različitim veličinama i za razne patologije, te mogu biti i polugotovi proizvodi koji se naknadno mogu djelomično modificirati prema anatomskim strukturama korisnika i njegovim potrebama. Modifikaciju izričito radi osoba koja je za to osposobljena kao što je lječnik ili CPO (certificirani protetičar/ ortotičar).
Individualne ortoze su ortopedska pomagala koja se izrađuju individualno za svakog korisnika posebno i većinom su to pomagala koja pokrivaju patologije koje su dužeg vremenskog perioda ili trajno stanje korisnika ortopedskog pomagala.
Individualna ortotika se izrađuje na više načina a neki od njih su:  
- - dvodimenzionalno iscrtavanje ekstremiteta sa svim potrebnim cirkularnim mjerama, promjerima u A-P i M-L ravnima tijela. Većinom u modernom svijetu taj način uzimanja mjera za pomagalo je odbačen je nije toliko precizan u skladu s anatomskim i biomehaničkim potrebama korisnika pomagala.
- - trodimenzionalno uzimanje mjera sadrenim povojem ili sintetički zavojem. To je najčešći i najrašireniji način uzimanje negativa za izradu ortoza/proteza. Cirkularnim omotavanjem ekstremiteta dobiva se negativ ekstremitera za koji je potrebno pomagalo. Korištenjem principa trouporišnih sila, ekstremitet se postavlja u maksimalno korektivni položaj. Ta metoda je opće prihvaćena ali nedostatak je doza stresa koja je prisutna kod osobe kojoj se uzima mjera. Gipsani ili sintetički negativ nakon stvrdnjavanja i skidanja s korisnika dodatno se modificira i korigira u željeni položaj. Izljevanje sadre u negativ dobiva se pozitiv koji se naknadno obrađuje i oblikuje po potrebama korisnika i njegove patologije koju pomagalo pokriva.
- - trodimenzionalno uzimanje mjera 3D, u najnovije vrijeme koristi se CAD (computer aided design) i CAM (computer aided manufacturing) sistemom. Pomoću skenera koji proicira laserske zrake ili svjetlosne digitalizacije slike uzima se mjera korisniku. Najbrži i najmanje stresan način uzimanja mjere za korisnike pomagala koji su nerijetko djeca. Skenirani otisak se prebacije u 3D softver pomoću kojeg se obrađuje pozitiv. Prebacivanje STL (file format) u cnc stroj ili robotsku brusilicu izrađuje se pozitiv modela.
- U najnovije vrijeme tako uzeta mjera za pomagala te obrađen model može se direktno printati na 3D printeru.

Podjela ortotike 
Ortotika se djeli na ortotiku donjih ekstremiteta, gornjih ekstremiteta,ortotiku trupa i ortotiku glave.
Ortoze za donje ekstremitete
- - ortoza stopala- FO
- - ortoza za gležanj i stopalo-AFO
- - ortoza za koljeno-KO
- - ortoza za koljeno gležanj i stopalo-KAFO
- - ortoza za huk, koljeno, gležanj i stopalo-HKAFO

Ortoze za gornje ekstremitete dijele se u sljedeće kategorije:
- - preventivne ili imobilizirajuće estetske ortoze
- - funkcionalne ili korektivne estetske ortoze
- - funkcionalne dinamičke ili korektivne ortoze
- Ortoze za gornje ekstremitete pokrivaju većinu koštano zglobnih te mišićnih struktura prstiju,šake,zapešća,podlaktice,lakta,nadlaktice i ramena.

Ortoze za trup:
- - cervikalne ortoze-CO
- - cerviko torakalne ortoze-CTO
- - lumbosakralne-LSO
- - torakalnolumbo sakralne-TLSO
- - cervikalno torakalne lumbalno sakralne-CTLSO

Ortoze za glavu/cranium- to je vrsta ortoza koja se koristi za ispravljanje deformiteta glave kod dojenčadi pa sve do djece starosti 2 godine. Neke od patologija kod kojih se koriste su: Plagiocephaly, Brachycephaly, Schaphocephaly, poziciona Brachiochephaly.
Većinom ove patologije su u kombinaciji s Torticollis.
Što se kasnije započne tretman s korekcijom deformiteta to su slabiji rezultati.
Ortoza radi na principu usmjeravanja rasta kostiju glave, ne da vrši pritisak ni na koji način na izbočine koje su prevelike nego da ih podržava te da usmjeri rast u mozga u djelove koji su manji i na taj način korigira oblik glave.